# 藍本駅

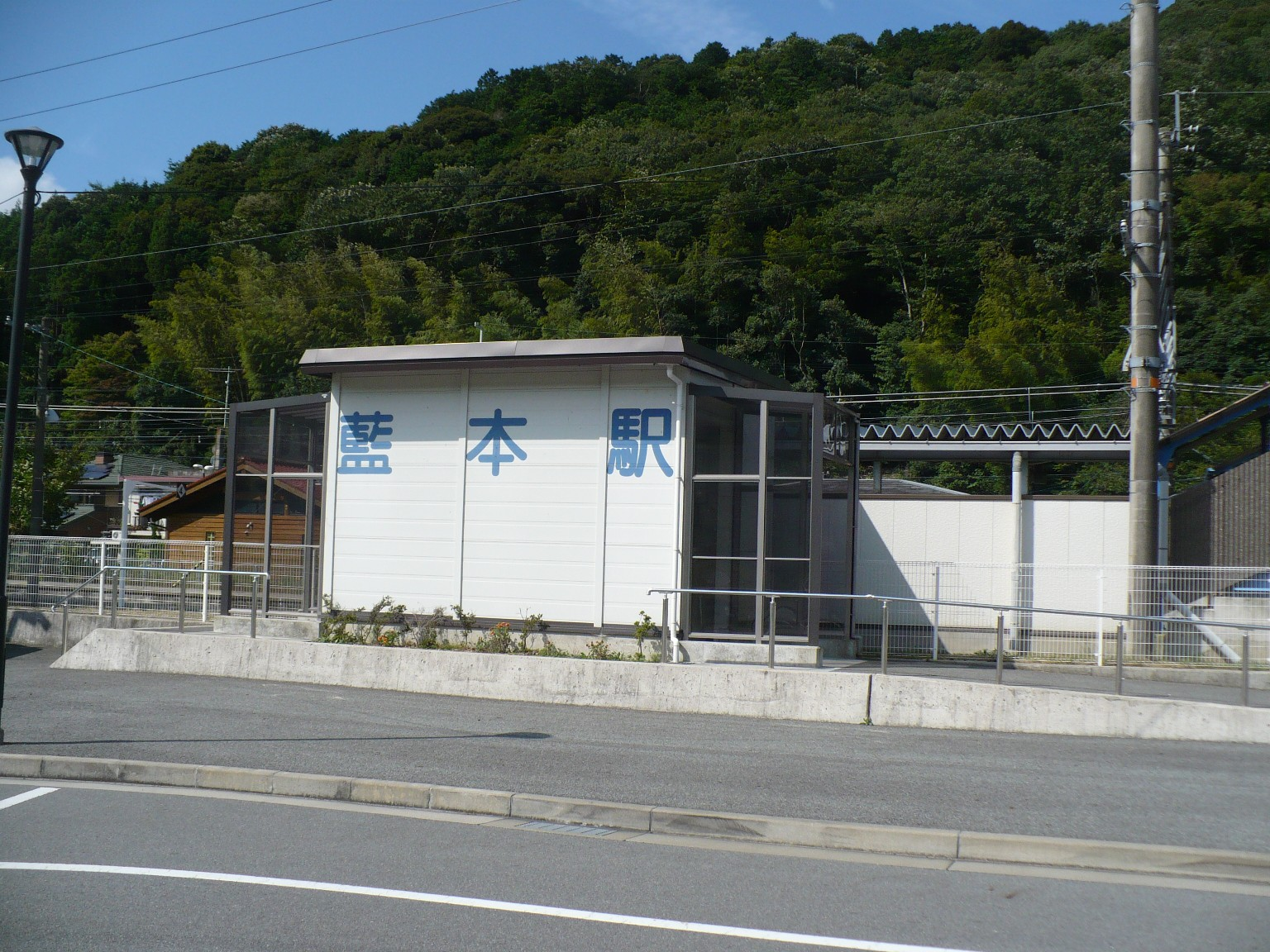
駅舎（東口、2009年9月）

藍本駅（あいもとえき）は、兵庫県三田市藍本字ふけにある、西日本旅客鉄道（JR西日本）福知山線の駅である。駅番号はJR-G65。
アーバンネットワークおよび「JR宝塚線」の愛称区間に含まれている。

## 歴史
- 1899年（明治32年）3月25日：阪鶴鉄道の三田駅 - 篠山駅（現在の篠山口駅）間延伸により開業[1][2]。旅客・貨物の取り扱いを開始[2]。
- 1901年（明治34年）10月10日：松茸狩列車の運転を開始（大阪駅 - 当駅間）[4][5]
- 1907年（明治40年）8月1日：鉄道国有法により阪鶴鉄道が国有化[2]。帝国鉄道庁の駅になる。
- 1909年（明治42年）10月12日：線路名称制定。阪鶴線所属駅となる。
- 1912年（明治45年）3月1日：線路名称改定。阪鶴線の福知山駅以南が福知山線に改称し、当駅もその所属となる。
- 1960年（昭和35年）12月15日：貨物の取り扱いが廃止[2]。
- 1973年（昭和48年）4月1日：荷物扱い廃止[6]。駅員無配置駅となる[3]。運転扱い要員は継続配置[7]。
- 1986年（昭和61年）：駅舎改築[1]。
- 1987年（昭和62年）4月1日：国鉄分割民営化により、西日本旅客鉄道（JR西日本）の駅となる[2]。
- 1988年（昭和63年）3月13日：路線愛称の制定により、「JR宝塚線」の愛称を使用開始。
- 1992年（平成4年）4月1日：篠山口鉄道部発足により、その管轄となる。
- 1995年（平成7年）12月25日：福知山線藍本駅脱線事故が発生。
- 1999年（平成10年）1月19日：自動改札機を設置し、供用開始[8]。
- 2003年（平成15年）11月1日：ICカード「ICOCA」の利用が可能となる。簡易型自動改札機で対応。
- 2009年（平成21年）6月1日：篠山口鉄道部廃止に伴い福知山支社直轄に戻され、篠山口駅の被管理駅となる。
- 2018年（平成30年）3月17日：当駅に駅ナンバリング「JR-G65」が導入され、使用を開始。
- 2022年（令和4年）10月1日：組織改正により、全線が近畿統括本部福知山管理部の管轄になり、福知山駅の被管理駅となる。

## 駅構造
2面2線の相対式ホームを持つ地上駅で、停留所に分類される。元は2面3線で、その名残として大阪方面行きホームは島式であるが、2番線の反対側にあった線路は撤去されている。また、ホーム間の移動には跨線橋を使う。
駅舎の本屋は西側（1番線側）にあるが、東側にも国道176号からのアクセス道路ができ、出入口が設置されている。
国鉄時代から篠山口駅が管理する無人駅だが、1980年代前半に信号設備がCTC化されるまでは、ポイント切り替えの業務に携わる係員が常駐していた。
ICOCA（および相互利用対象のICカード）が利用可能で、自動券売機（高額紙幣やオレンジカードが使用できない簡易型）および自動改札機（ICOCA対応、集札機能のない簡易型）が設置されている。
トイレは駅構内にはなく西側駅前に多目的トイレ併設の公衆トイレがある。

### のりば
| のりば | 路線     | 方向 | 行先               |
| ------ | -------- | ---- | ------------------ |
| 1      | JR宝塚線 | 下り | 篠山口・福知山方面 |
| 2      | JR宝塚線 | 上り | 三田・宝塚方面     |

- 上表の路線名は旅客案内上の名称（愛称）で表記している。

## ダイヤ
日中は1時間あたり2本が停車する。朝晩は本数が1時間あたり3〜5本となり、JR東西線経由の電車もある。

## 利用状況
兵庫県統計書及び三田市統計書によると、近年の1日平均乗車人員は以下の通りである。福知山線の篠山口駅以南では最少である。
| 年度   | 1日平均 乗車人員 |
| ------ | ---------------- |
| 1995年 | 224              |
| 1996年 | 252              |
| 1997年 | 232              |
| 1998年 | 243              |
| 1999年 | 253              |
| 2000年 | 245              |
| 2001年 | 240              |
| 2002年 | 244              |
| 2003年 | 231              |
| 2004年 | 219              |
| 2005年 | 208              |
| 2006年 | 206              |
| 2007年 | 212              |
| 2008年 | 231              |
| 2009年 | 232              |
| 2010年 | 223              |
| 2011年 | 223              |
| 2012年 | 219              |
| 2013年 | 212              |
| 2014年 | 212              |
| 2015年 | 207              |
| 2016年 | 203              |

## 駅周辺
東西に山が迫る。西側には僅かな人家や廃商店、東側には国道が走るのみ。
- 酒滴神社[1]
- 藍本庄区公会堂
- 藍本簡易郵便局
- 国道176号

### バス路線
周辺を神姫バスおよびウイング神姫が運行しており、東口のロータリーに「藍本駅」、北東の国道176号沿いに「藍本駅前」の各バス停がある。
藍本駅
- 神姫バス
  - 36系統：三田駅北口行き
- ウイング神姫（平日のみ運行）
  - 8系統：篠山口駅行き

## その他
- 三田駅前のペデストリアンデッキにある「三田市総合案内所」（キッピーナビ）には、私設による当駅の駅スタンプが設置されている。

## 隣の駅
西日本旅客鉄道（JR西日本）
 JR宝塚線（福知山線）
■丹波路快速・■快速・■区間快速・■普通
相野駅 (JR-G64) - 藍本駅 (JR-G65) - 草野駅 (JR-G66)